# Video Games Chronicle
Video Games Chronicle (VGC) est un site web britannique consacré aux jeux vidéo et créé indépendamment en ligne par 1981 Media. Dirigée par le rédacteur en chef Andy Robinson, l'équipe est composée en grande partie d'anciens employés de Computer and Video Games. Lancé en mai 2019 en partenariat avec Gamer Network, VGC cherche à combiner des publications professionnelles et grand public pour compléter les travaux d'autres sites web consacrés aux jeux vidéo. Le site web compte cinq millions de lecteurs mensuels et sept millions de pages vues en décembre 2020, et est nommé deux fois pour la marque média de l'année aux MCV/Develop Awards.

## Histoire
Video Games Chronicle (VGC) est lancé le 2 mai 2019, dirigé par l'ancienne équipe de Computer and Video Games (CVG), notamment le rédacteur en chef Andy Robinson, le rédacteur en chef des actualités Tom Ivan, et le soutien éditorial de Paul Davies, Tim Ingham et Chris Scullion. Le contenu supplémentaire est rédigé par des auteurs indépendants. Le site web est mis en ligne de manière indépendante par 1981 Media Ltd, tandis que Gamer Network gère la publicité et les ventes. L'équipe cherche à lancer un site web immédiatement après la fermeture de CVG en 2015, mais chacun rejoint des équipes différentes ; Robinson a travaillé chez Playtonic Games mais « n'a jamais pu ignorer totalement la démangeaison » de retourner au journalisme. L'équipe a constaté qu'ils étaient tous disponibles au début de 2019 et a créé un plan d'affaires ; Robinson estime que c'était un moment approprié dans la génération de consoles pour un nouveau site web.
Robinson cherche à ce que VGC mélange les publications de l'industrie comme gamesIndustry.biz et les « sites grand public », couvrant les sujets les plus pertinents pour les consommateurs afin de compléter le travail de sites web tels que Eurogamer, GamesIndustry.biz et Kotaku,. Le site web est construit par 44 Bytes et géré par Kornel Lambert et Andrew Taylor,. En avril 2020, le site reçoit 1,24 million de lecteurs individuels, générant 1,7 million de pages vues. En décembre 2020, Scullion est nommé rédacteur en chef à temps partiel de VGC. VGC s'est développé dans le contenu vidéo avec l'émission d'information quotidienne VGC Source à partir d'avril 2020, suivie de l'émission de chat VGC Off the Record à partir de juillet. En février 2023, VGC s'associe à Stak pour lancer un podcast hebdomadaire, animé par Jordan Middler, Robinson et Scullion de VGC, et Pete Donaldson de Stak, ainsi que par des invités de l'industrie.
VGC est le premier à annoncer la réorganisation de Japan Studio en février 2021
,,, l'annulation de l'E3 2021 en mars, et la violation des données de Twitch en octobre,
. En avril, les comptes Twitter de Robinson et de VGC sont temporairement bloqués après qu'Activision a soumis des suppressions en vertu du Digital Millennium Copyright Act ; VGC avait publié des articles sur les cartes à venir pour Call of Duty: Warzone
,. IGN rapporte que les fuites avaient été couvertes légitimement et que les tweets de Robinson et de VGC ne contenaient pas de matériel protégé par le droit d'auteur. Robinson s'entretient avec Activision et estime que le conflit avait été résolu. Des démantèlements similaires avaient été effectués au mois d'août précédent à l'encontre de plusieurs médias, dont VGC, qui avaient fait état de fuites liées à Call of Duty: Black Ops Cold War après l'annonce officielle. Ian Walker, de Kotaku, déclare que les actions d'Activision n'avaient fait que confirmer la fuite, la décrivant comme un exemple de l'effet Streisand.
VGC est nommé pour la marque média de l'année aux MCV/Develop Awards en 2022 et 2023,. Le site web s'est associé à l'Italian Interactive Digital Entertainment Association pour diffuser les Italian Video Game Awards au public anglophone en 2022, recevant 92 000 téléspectateurs en direct, ; le partenariat se poursuit en 2023. 